# Gazeta Olsztyńska (1886–1939)
Gazeta Olsztyńska – polska gazeta wydawana w latach 1886–1939 w Olsztynie w podówczas niemieckiej prowincji Prusy Wschodnie.

## Historia
Pierwszymi wydawcami byli Jan Liszewski, Andrzej Samulowski i Franciszek Szczepański, a po nich rodzina Pieniężnych. Od 1 stycznia 1921 „Gazeta Olsztyńska” wychodziła sześć razy w tygodniu wraz z dodatkami: „Gość Niedzielny”, „Gospodarz”, „Życie Młodzieży”, „Głos Pogranicza”. Szczególną pozycję w Gazecie zajmowały felietony w gwarze warmińskiej „Kuba spod Wartemborka gada” pisane przez Seweryna Pieniężnego (Wartembork to przedwojenna polska nazwa Barczewa).
Drukowano również inne pisma, jak: „Gazetę Polską dla Powiatów Nadwiślańskich” z dodatkami „Dla Młodzieży” i „Wieczory Rodzinne”, „Mazurskiego Przyjaciela Ludu”, „Mazura”, miesięcznik „Głos Ewangelijny”, „Kulturwehr”, „Kalendarz dla Mazurów”, „Poradnik Nauczycielski”. W latach 1918–1939 drukarnia Pieniężnych opublikowała 47 książek, broszur i ulotek propagandowych.

## Opracowania
- Kuba spod Wartemborka gada. Felietony Seweryna Pieniężnego drukowane w „Gazecie Olsztyńskiej”, wstęp i oprac. Jan Chłosta, Olsztyn 1989